# Лъв I (папа)
Вижте пояснителната страница за други личности с името Лъв I.
Лъв I (на латински: Leo PP. I) известен и като Лъв Велики, (390-10 ноември 461) - римски папа от 29 септември 440 г. до 10 ноември 461 г.
През 452 г. хунският владетел Атила нахлува в Италия. По молба на император Валентиниан III папата се среща с него край Мантуа и го убеждава да спре настъплението си. През 455 г. Рим все пак е превзет от вандалите, водени от крал Гейзерик, но папа Лъв I успява да постигне споразумение с него, което значително ограничава жертвите и разрушенията в града.
Паметта на Лъв I се почита на 2 март. В България има храм посветен на свети Лъв, папа Римски. Черквата се намира в бившето село Дъбрава, сега квартал на Стара Загора. Храмът е част от Старозагорска епархия на Българската православна църква.